# Eutelia ocularis
Eutelia ocularis là một loài bướm đêm trong họ Noctuidae.